# Negergeld

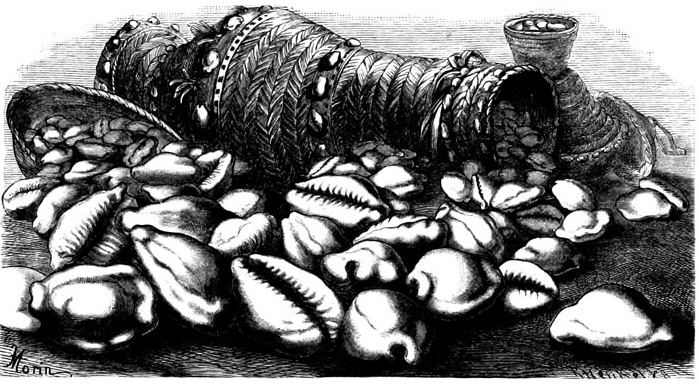
Kaurischnecken, im Deutschland der Kolonialzeit „Negergeld“ genannt. Zeichnung von 1893

Negergeld ist eine nicht mehr gebräuchliche deutsche Sammelbezeichnung für Kaurigeld und andere Zahlungsmittel im afrikanischen, zum Teil auch asiatischen Handelsverkehr. Auch Schmuck, der aus dem deutschen Sprachraum nach Afrika exportiert wurde, trug diesen Namen. Im 20. Jahrhundert war Negergeld zudem eine Bezeichnung für wertloses Klein- und Schwarzgeld sowie für Lakritztaler.

## Belege in Nachschlagewerken
Das Wort Negergeld ist weder im Wortschatzlexikon der Universität Leipzig noch im Digitalen Wörterbuch der deutschen Sprache des 20. Jahrhunderts erfasst. In deutschen mehrbändigen Wörterbüchern und Konversationslexika des 20. Jahrhunderts ist es nicht, in anderen Nachschlagewerken nach 1945 selten aufgenommen. Das Archiv der geschriebenen Sprache des Instituts für Deutsche Sprache mit mehr als zwei Milliarden erfassten Wörtern enthält fünf Treffer im Zeitraum von 2003 bis 2010.

## Bezeichnung für Kaurigeld in Afrika und Asien

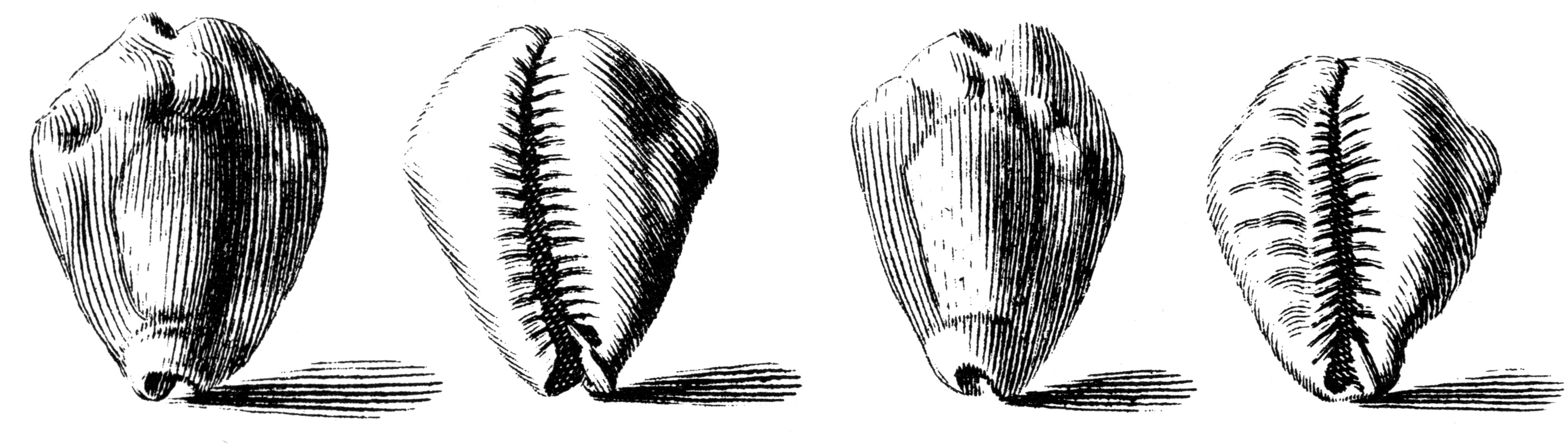
Kaurigeld war ein beliebtes Thema in den Schilderungen von Entdeckern und Reisenden. Zeichnung von 1742

### „Negergeld“ in der Reise- und Missionsliteratur
Dass Kaurischnecken in Afrika als Zahlungsmittel benutzt wurden, war in Europa seit dem 16. Jahrhundert bekannt. Das Gehäuse wurde oft fälschlich als Kaurimuschel bezeichnet, das Zahlungsmittel dann als Muschelgeld.
Im Deutschen und Niederländischen hießen die Kauris auch Negergeld; das Wort wurde gelegentlich auch in der Missionsliteratur benutzt. Ein früher deutscher Beleg stammt vom Ende des 18. Jahrhunderts und benennt für das gerade erforschte Niger-Gebiet die Kauris als „Kardie, welches ein andrer Ausdruck für dieses Negergeld ist.“ In einer Geschichte der Christianisierung im Land der Yoruba von 1858 ist ausgeführt, portugiesische Sklavenhändler redeten ihren Gefangenen ein, dass Engländer sie als Köder einsetzen wollten, „um die Muschelkauris (das Negergeld) aus der Tiefe des Meeres heraufzufischen.“ Cypräen, die „nicht bloß als Negergeld dienen“, streift, ebenfalls 1858, die Rezension eines naturgeschichtlichen Schulbuchs. In einem niederländischen Bericht von 1864 über eine Kollekte in Abeokuta, heute eine Großstadt in Nigeria, wird das Sammelergebnis von 246,55 Gulden nach Währungen aufgeschlüsselt. Neben englischen, französischen, amerikanischen und holländischen Münzen wurden an „Neger-Geld“ 222.000 Kauris im Wert von 83,25 Gulden gespendet, „die von elf starken Männern weggetragen werden mussten.“

### „Blackamoor’s tooth“, „Negro’s money“
Die romanischen Kolonialsprachen verfügen über eine Vielzahl von Ausdrücken für die Kauris. Mit Negergeld vergleichbare Formen wie französisch monnaie nègre und portugiesisch moeda negra sind selten belegt. Ähnlich der deutschen Sprache mit mohrische Münze (s. u.) hat hingegen die englische zuerst einen auf maurus (‚Mohr‘), dann einen auf niger (‚Neger‘) basierenden Ausdruck für das in Afrika verwendete Kaurigeld entwickelt. Der Spitzname blackamoor’s tooth, in vielen Schreibvarianten überliefert und deutsch etwa mit Mohrenzahn zu übersetzen, bezieht sich unmittelbar auf das Kaurigeld. Die Fältchen des Schneckengehäuses entlang der Mündung sind hier als Zähne verstanden. Frühester gedruckter Nachweis für  “blackamoor’s tooth” ist eine Satire des Schriftstellers William King, die im Jahr 1700 erschien. King schrieb: He has Shells called ‘Blackmoors teeth’, I suppose […] from their whiteness, deutsch etwa: „Er hat Muscheln, die Mohrenzähne heißen, ich glaube, weil sie weiß sind.“
Demgegenüber ist der Ausdruck negro money weniger genau auf Kauris bezogen. This Negro money, if I may be indulged the expression, deutsch: „dieses Negergeld, wenn man mir den Ausdruck nachsehen mag“, entschuldigte ein ungenannter Autor, der 1747 entlang der afrikanischen Küste reiste, das Wort. Der englische Naturschriftsteller Denham Jordan beschrieb 1897 die Wunderkammer eines Verwandten mit strings of cowrie shells – ‚nigger’s money‘, as the old boy called them, deutsch etwa: „Schnüren von Kaurimuscheln, Niggergeld, wie der alte Bursche sie nannte“. Die Bezeichnung wurde früh übertragen. 1797 schreibt der Naturforscher William Bullock von Negro money, das er von London auf die Westindischen Inseln geschickt habe; es handelte sich um abwertend black dogs genannte überprägte Kupfermünzen anderer Kolonialmächte. Der Name black dog, dessen beide Bestandteile abfällig gemeint waren, kam mit entwerteten, nachgedunkelten Silbermünzen um 1700 auf.

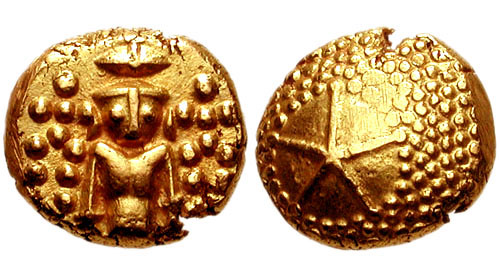
Beispiel für eine respektierte Mohrische Münze: indische Pagode, Goldmünze aus Madras, 1740 bis 1807 geprägt

### „Mohrische Münze“, „Nigritarum moneta“
Vorläufer des Begriffs Negergeld waren Mohrische Münze und Nigritarum moneta. Sie blieben auch in Benutzung, als Negergeld in Gebrauch kam. Die Bedeutungs- und Bezeichnungsgeschichten der drei Begriffe haben sich miteinander vermischt.
Das Wort Mohr galt zunächst für Dunkelhäutige sowohl in Afrika als auch in Südasien, mohrisch als Kennzeichnung für deren Verbreitungsgebiet. Aus der indischen Hafenstadt Goa berichtete 1668 der Reisende Johann Albrecht von Mandelslo von einer Goldmünze und der nächstkleineren Währungseinheit: „ein Pagode (ist Mohrische Müntze)“ habe einen Wert von 14 bis 16 Tank. 1748 in Johann Theodor Jablonskis Allgemeinem Lexikon der Künste und Wissenschaften zu „Padogen, eine Mohrische müntze“ korrigiert, ist sie 1807 als „Padagen, eine mohrische Münze“, in Johann Georg Krünitz’ Oeconomischer Encyclopädie aufgeführt. Die deutsche Bezeichnung ging noch auf das Kaurigeld über. Johann Christian Ficks englisch-deutsches Wörterbuch von 1802 enthält die Übersetzung „mohrische Münze“ für „Blackamoor-tooth“ (s. o.) Der Tübinger Technologie-Professor Wilhelm Ludwig Volz schrieb 1854 in seiner Geschichte des Muschelgeldes vom „Namen der mohrischen Münze, der Münze von Guinea“.

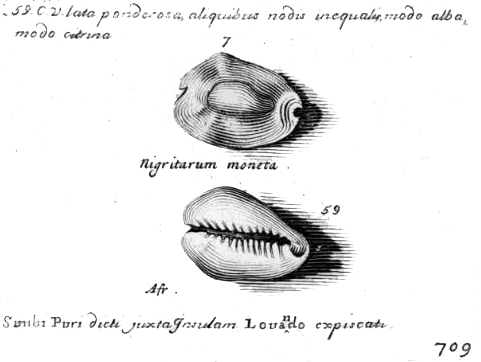
Martin Listers Kaurischnecke Nigritarum moneta, jetzt korrekt Monetaria moneta (Linnaeus, 1758) genannt

Seit dem 17. Jahrhundert, als Forscher die Natur nach wissenschaftlichen Kriterien zu systematisieren begannen, erhielten die Kaurischnecken Namen nach ihrer wirtschaftlichen Funktion. Nigritarum moneta, ‚Geld der Nigritier‘, nannte 1688 der englische Naturforscher Martin Lister die Art. Dies ist die älteste zoologische Benennung. Der britische Naturforscher James Petiver nannte die Schnecke 1711 Moneta nigretarum. Lateinisch nigritus, deutsch Nigritier ist eine bis ins 20. Jahrhundert geläufige Vorgängerform von Neger.
Der Theologe und Naturforscher Friedrich Christian Lesser schrieb 1744 vom „Moneta nigritarum“, den „bucklichten Porcellain-Schnecken“. Sie „werden in Nigritien auch als Geld genommen, und heissen deswegen die Muscheln der Nigritier.“ Die Gleichsetzung der „mohrischen Münze“ mit der „moneta Nigritarum“ findet sich 1854 auch wieder bei Volz. Der schwedische Taxonom Carl von Linné ordnete sie 1758 als Cypraea moneta in seine Systema Naturae ein. Durch die Aufstellung der Gattung Monetaria im Jahr 1863 lautet ihre wissenschaftliche Bezeichnung heute Monetaria moneta (Linnaeus, 1758).
Wie den Reisenden war auch den Mollusken-Forschern des 18. Jahrhunderts diese Kaurischnecke als Mohrische Münze bekannt, die zur deutschen Übersetzung des Artnamens wurde. Der Mediziner Johann Ernst Hebenstreit führte sie 1747 unter Verweis auf den Erstbenenner als „die Mohrische Müntze des Listers“ auf. Johann Samuel Schröter verzeichnete sie 1774 als „gemeine blaue Kauris. Guineische oder mohrische Münze“, Johann Georg Krünitz brachte 1790 die Formulierung Hebestreits. Um 1800 ist „Guineische oder Mohrische Münze“ in einer Mitschrift von Vorlesungen des Philosophen Immanuel Kant überliefert.

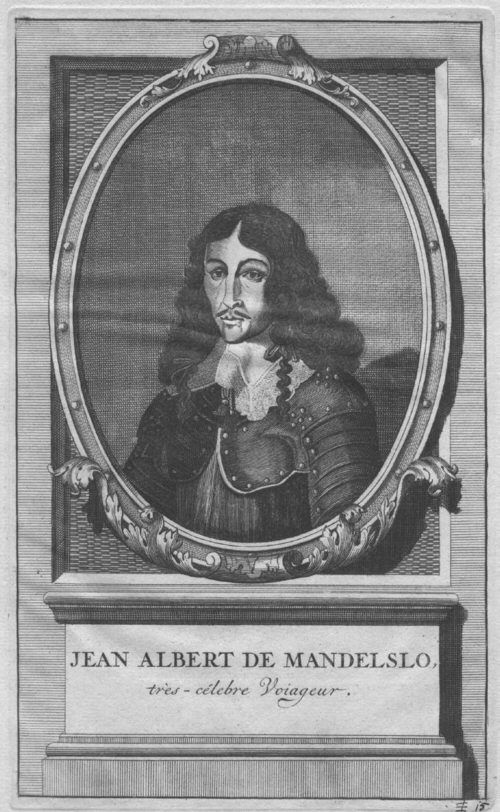
Johann Albrecht von Mandelslo nannte 1668 das Vorläuferwort von Negergeld: Mohrische Müntze
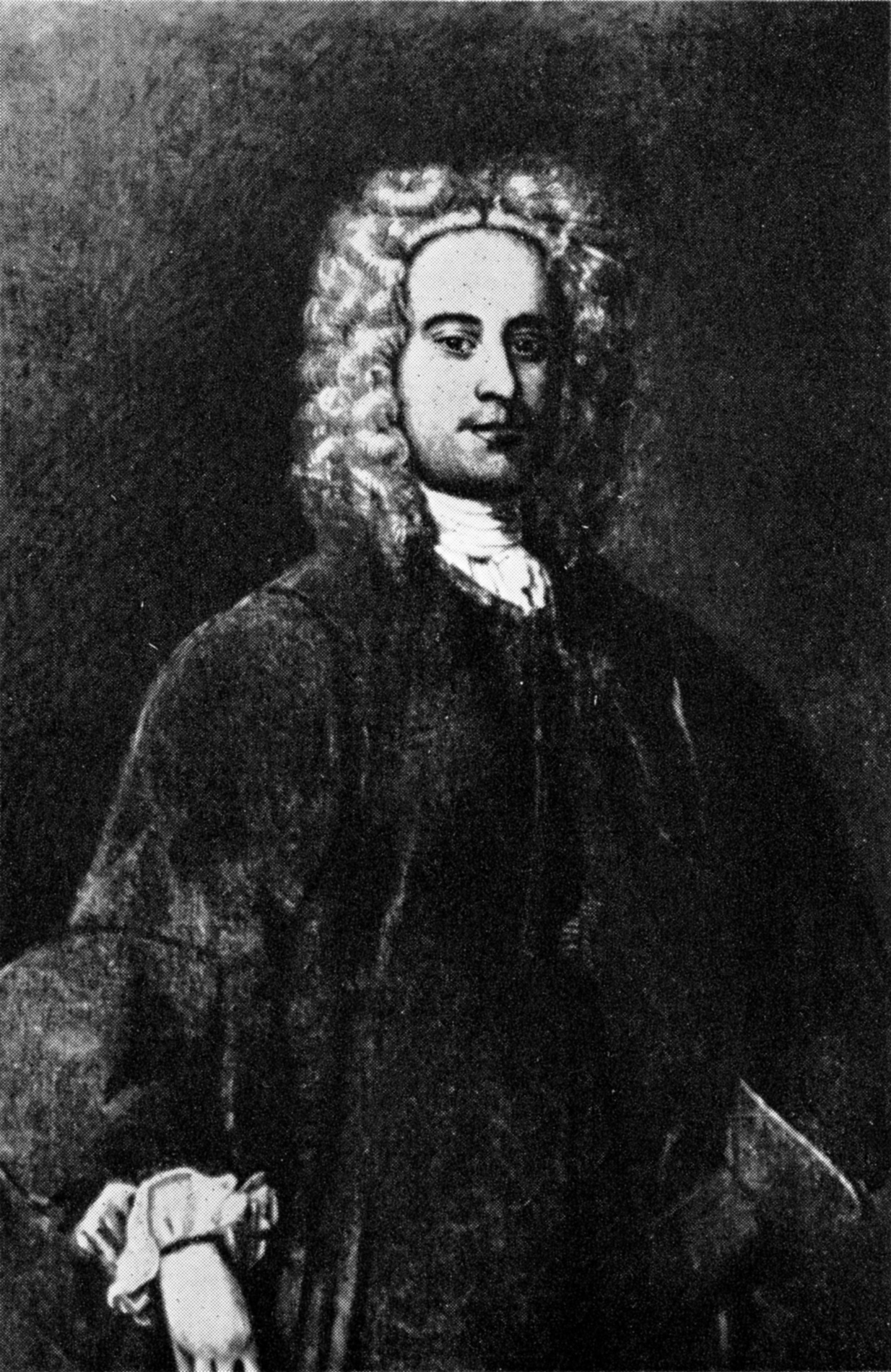
Martin Lister benannte die Kaurischnecke 1688 erstmals als Nigritarum moneta, etwa „Geld der Schwarzen“
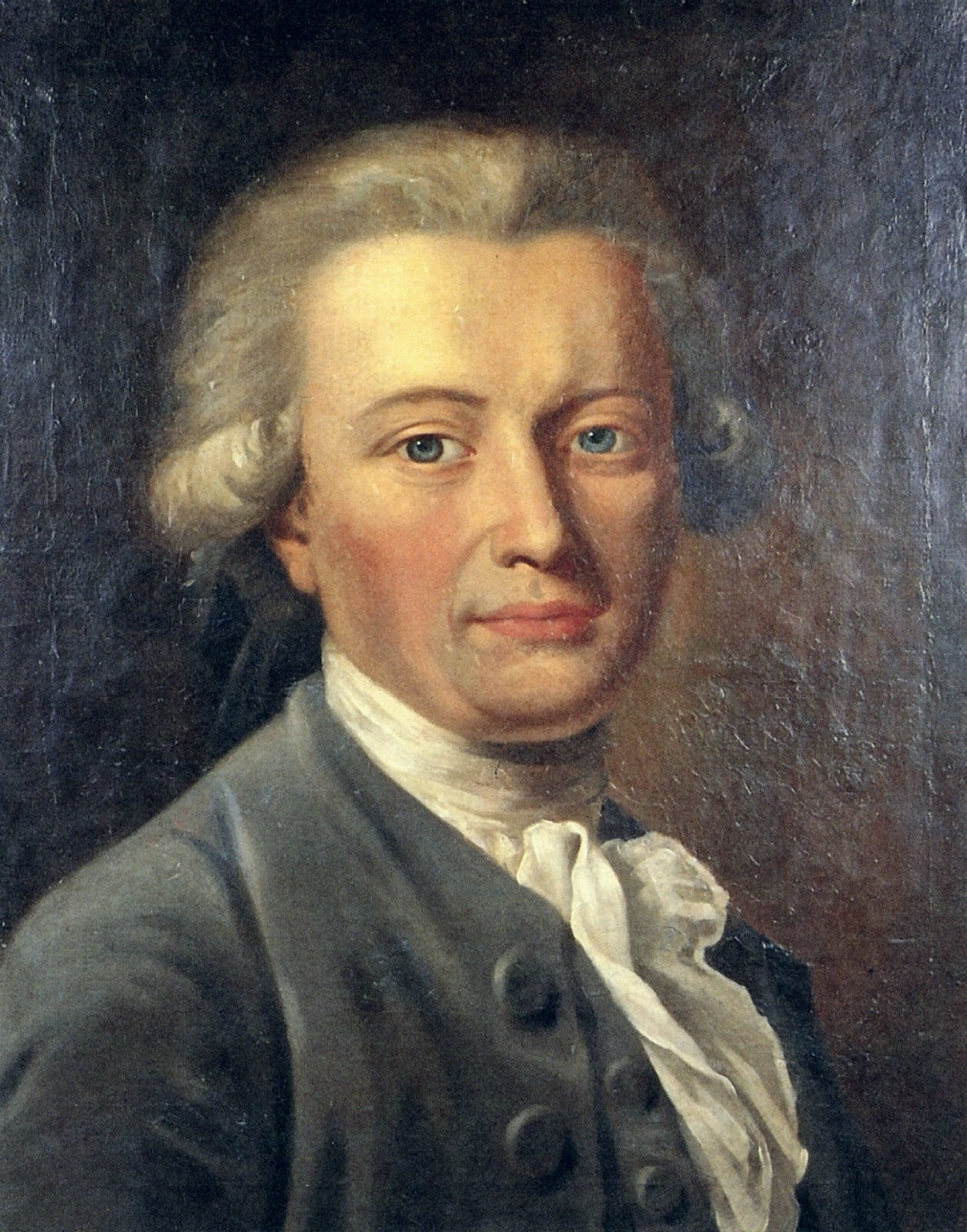
Eine frühe Nennung von Negergeld erschien 1791 in Georg Forsters Neuen Beiträgen zur Völker- und Länderkunde
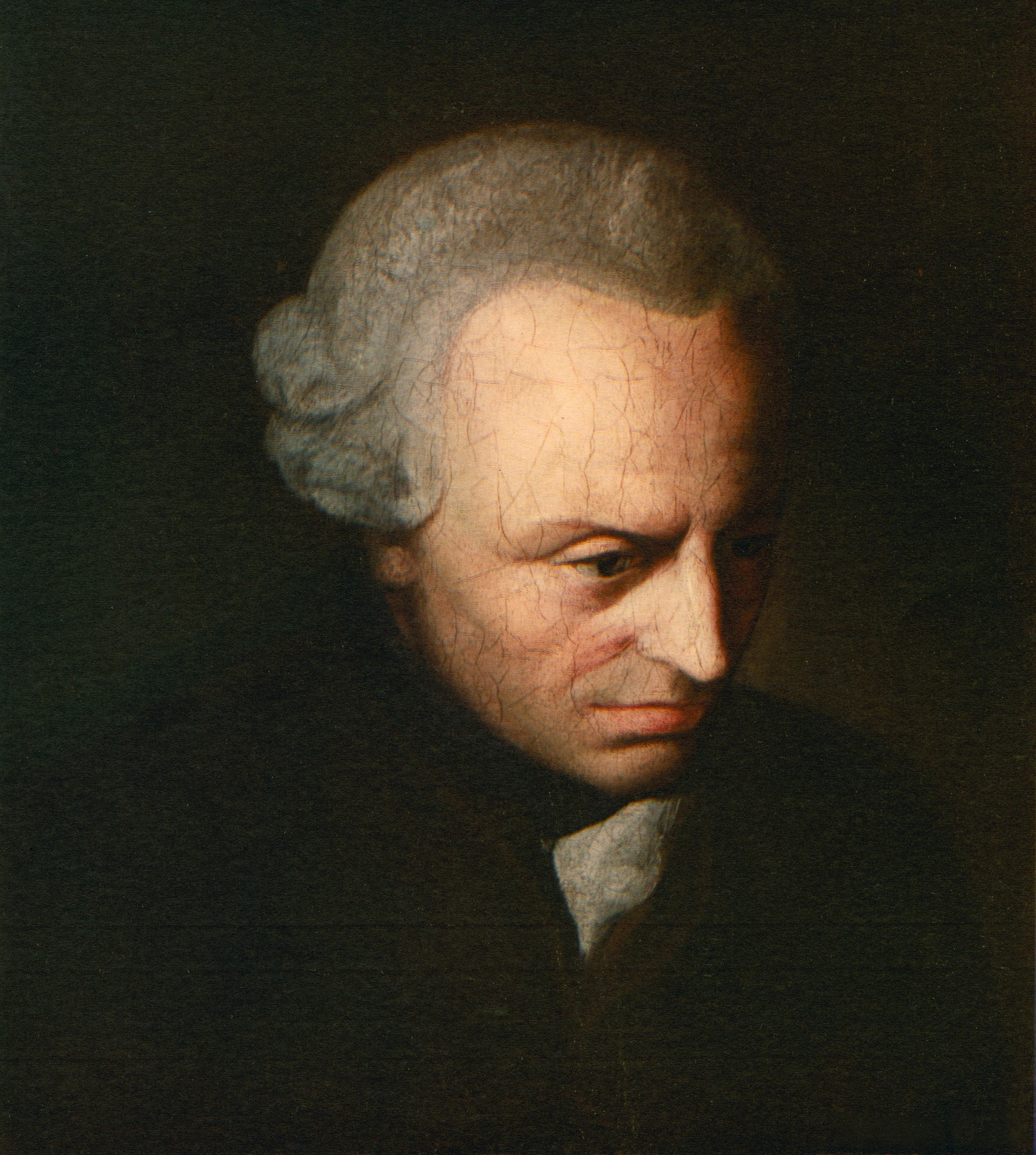
Vom Königsberger Philosophen Immanuel Kant ist 1802 seine Kenntnis der Mohrischen Münze überliefert

## Bezeichnung für Schmuck in Afrika

### Achate aus Idar-Oberstein
Unter Namen wie Negergeld, afrikanisches Geld oder Senegalartikel wurden zwischen 1830 und 1980 etwa 100 Millionen Stück geschliffener brasilianischer Achat aus Idar-Oberstein nach Nord-, West- und Ostafrika exportiert, wo Achate seit mehreren hundert Jahren als Schmuck getragen werden; in Ostafrika galt aus Indien stammender Achat auch als Zahlungsmittel. „Dass die Produzenten und Kaufleute in Idar-Oberstein nur ungenaue Vorstellungen über den Verwendungszweck des Achats hatten, tat ihrem Verkaufserfolg keinen Abbruch“, schrieb der Ethnologe Gerd Spittler. Von Kaufleuten aus Paris über Marseille nach Dakar und von Händlern aus Birmingham über Liverpool nach Kairo und Lagos gebracht, gelangten die Achate dann über den innerafrikanischen Handel zu den Käufern. Um 1980 endeten die umfangreichen Ausfuhren von Schleif- und Handelsunternehmen aus Idar-Oberstein.

### Glasperlen aus dem Böhmerwald
Wie über die Verwendung von Achat herrschte auch über die von Glasperlen in Afrika Unklarheit. In einem Standardwerk der Glasmacherkultur hieß es 1954:

„Sie waren vor allem als Zahlungsmittel für den Sklavenhandel bestimmt und ihre Hauptabnehmer in Nürnberg lieferten die Glasperlen an die seefahrenden Völker, die den eitlen Tand hauptsächlich als Schmuck verhandelten.“

An die Vorstellung, diese massenhaft hergestellten „Paterln“ etwa aus dem böhmischen Gablonz seien in Afrika als „Negergeld“ in Umlauf gewesen, knüpften Schriftsteller an. Hans Watzlik schrieb 1932: „Die Paterln sind die Münze gewesen, womit der weiße Krämer das kindische Afrika übertölpelt hat. Solch gläsernes Mohrengeld ist früher hier viel gegossen worden.“ In Herbert Achternbuschs Filmtext Herz aus Glas, im Folgejahr durch Werner Herzog verfilmt, empfiehlt eine der Figuren: „Müßts enk auf Glaspeterl umstellen. Das ist ein Mohrengeld. Die Mohren haben eine Freude mit die Peterl.“

### Bernstein aus Ostpreußen

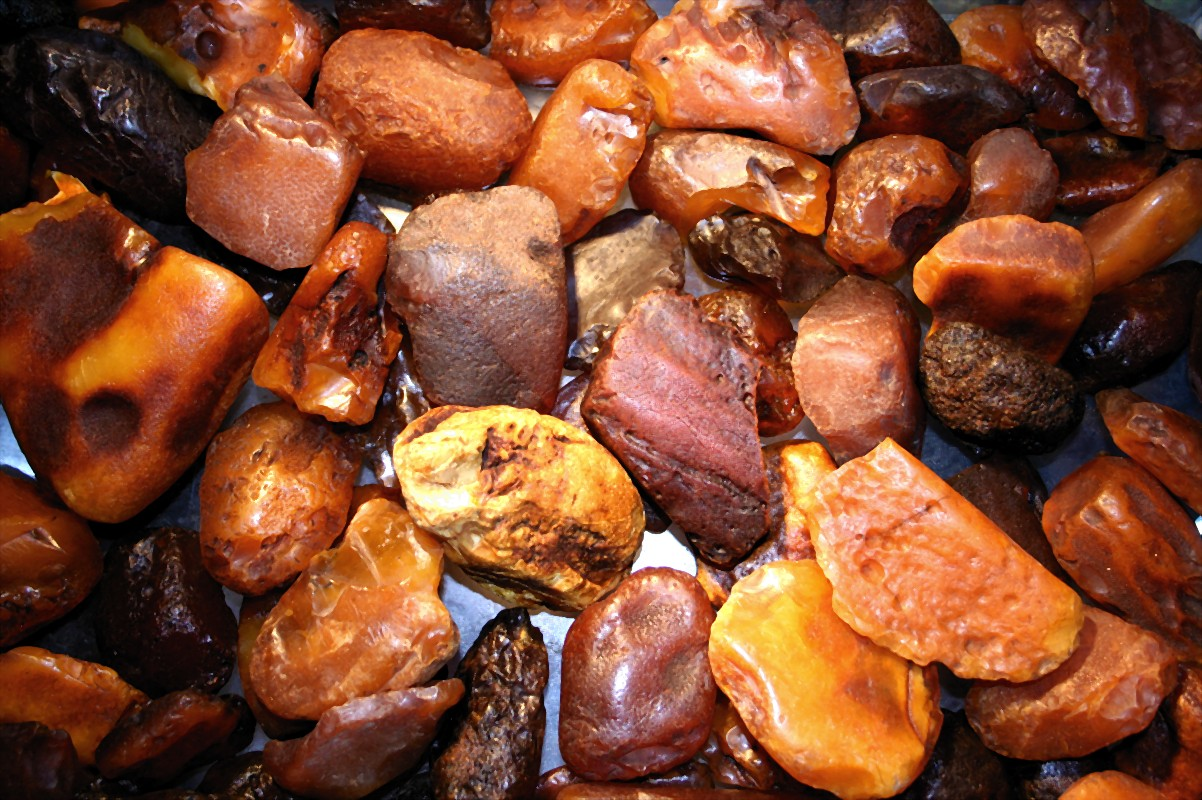
Unbearbeiteter Bernstein. Ostpreußische Ware wurde im ganzen nördlichen Afrika als Schmuck gehandelt.

Seit dem 18. Jahrhundert entwickelten sich rege Bernstein-Exporte von den Küsten der Ostsee, besonders aus Ostpreußen, nach Afrika. Ob der Schmuckstein bereits zeitgenössisch Negergeld hieß, ist unerforscht. Nach dem Zweiten Weltkrieg nannte eine Fachzeitschrift den Bernstein so, um eine auffallende Nachfrage nach Kunstharz zu erklären:

„Zuweilen führen politische Entwicklungen zu unerwarteten Folgen. So herrscht seit dem Kriege steigende Konjunktur für elektrostatisch hochwertiges Edelkunstharz, nicht etwa infolge besonderer Anforderungen der Elektroindustrie, sondern weil der sonst für Negergeld und Negerschmuck verwandte Bernstein, dessen Wert vom Verbraucher reibungselektrisch nachgeprüft wird, von den ostpreußischen Fundstätten her nicht mehr verfügbar ist.“

## Im 20. Jahrhundert belegte weitere Bedeutungen

### Wertloses Geld, Kleingeld, Schwarzgeld
Weitere Bedeutungen von „Negergeld“ sind im 20. Jahrhundert nachweisbar. Ein Dialog in Horst Mönnichs Hörspiel Kopfgeld von 1962, das er über die Währungsreform von 1948 schrieb, nimmt die Vorstellung von Wertlosigkeit auf, die aus den unmittelbaren Bezügen zu Afrika stammen: „Zander: ‚Wieso Negergeld?‘ Mann: ‚Haben Sie sich die neuen Banknoten schon angesehen? Nicht mal eine Unterschrift ist drauf.‘ Junger Mann: ‚So was bietet man Negern an, Analphabeten.‘“ Den „Umtausch unserer alten Reichsmark-Lappen gegen die neuen, an ‚Negergeld‘ erinnernden DM-Scheine“ erwähnt ein Memoirenbändchen.
Umgangssprachlich abschätzig wird Negergeld bis in die Gegenwart auch für „‚Kleingeld‘, das man ungern im Portemonnaie trägt“, eingesetzt. In der Besprechung eines Kabarettprogramms von Georg Schramm diente der Begriff für ein Wortspiel: Rotarier hätten einen Stand aufgebaut, „an dem sie wohltätigerweise ‚Negergeld‘ für Bedürftige in Afrika sammeln“.
Belegt ist auch eine synonyme Verwendung für Schwarzgeld. „Negergeld: schwarzes, dem Finanzamt verschwiegenes Geld“, führte 1984 ein Wörterbuch des Ruhrgebiets-Soziolektes an. „Schwattgeld, der Anwalt bürgt dafür, dat et sich um einwandfreies Negergeld handeln tut“, erzählte der Schriftsteller Wolfgang Bessel aus dem Ruhrgebiet. „Schwarzgeld: Man nennt es auch ‚Negergeld‘ oder, vornehm unter Bankern, ‚steuerneutrales Geld‘“, schrieben 2008 die Autoren eines Finanz-Ratgebers. Die Bezeichnung Schwarzgeld hat ihren Ursprung nicht in einer Anspielung auf Schwarzafrika, sondern nimmt Bezug auf den Bereich des Heimlichen, Unerlaubten, im Schutze der Dunkelheit Ausgeführten.

### Lakritztaler

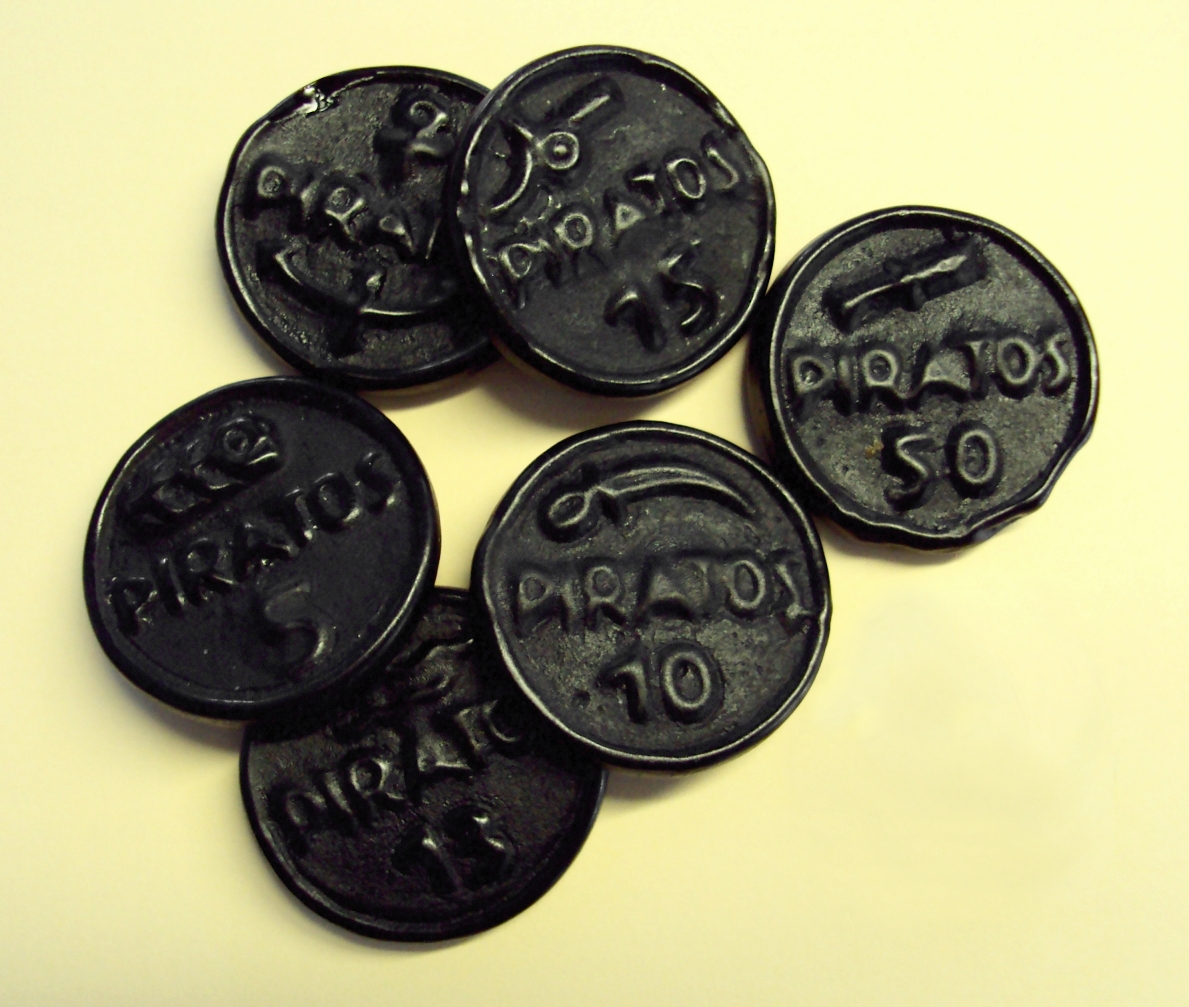
Lakritztaler unterschiedlicher Denominationen der Haribo-Marke Super-Piratos

Negergeld heißen zudem seit dem 20. Jahrhundert Lakritz-Scheiben mit aufgeprägten Zahlen. Sie waren unter dieser Bezeichnung „auf fast allen Süßwaren verkaufenden Ständen bei Volksfesten und Luna-Parks zu finden“. Nicht untersucht ist, wann der Gebrauch des Wortes einsetzte und ob es in Erinnerungsliteratur und Belletristik rückwirkend auf die Sache übertragen wurde.
Schon vor dem Ersten Weltkrieg waren die Lakritztaler beliebt, berichtete eine Heimatzeitschrift 1957 über Kindergenüsse in Düsseldorf: „Die Stelle des heutigen Kaugummis vertraten Süßholz und Negergeld.“ In einem „Tatsachenroman“, den er 2006 veröffentlichte, lässt der Schriftsteller Rafael Seligmann seine Protagonistin Zosia um 1910 „Negergeld, kleine kohlpechrabenschwarze Lakritztaler“ besorgen. An die Bestellung „Für fünf Pfennig Negergeld“ und den Verkauf aus einem Wohnungsfenster erinnerte sich 1991 der 1913 geborene Kulturjournalist Kurt Dörnemann aus Witten, an den Verkauf aus den im Ruhrgebiet und im Rheinland Büdchen genannten Trinkhallen die 1922 geborene Malerin Sigrid Wachenfeld im Jahr 1984. Der Begriff trat auch in der Kinder- und Jugendliteratur auf: „Kniehoch war der Fußboden mit zerrissenem Buntpapier, verdorbenen Schulheften, abgerollten Farbbändern, aufgeblätterten Rechnungsblocks, zerknitterten Glanzbildern, verschmierten Ausschneidebogen, bunten Zuckerstangen und schwarzem Negergeld übersät“, schrieb der Autor Hans Peter Richter 1961 über ein in der Reichspogromnacht verwüstetes jüdisches Geschäft. In Richters Roman Wir waren dabei von 1962 zerschmetterte der Ich-Erzähler bei der Verwüstung eines jüdischen Geschäftes ein Glas mit „Negergeld“.
1965 verwahrte sich Hans Riegel junior, dessen Firma Haribo ab 1925 Lakritztaler produzierte, gegen die Klage des ehemaligen Reichsbankpräsidenten Hjalmar Schacht, in Deutschland seien die Pfennigbonbons verschwunden: „Mein Scheibenlakritz, mein Negergeld und manche anderen Lakritzbonbons kosten im Laden einen Pfennig das Stück und sind auch einzeln zu haben.“ Noch 1974 wurde „Negergeld […] liquorice coins“ in ein deutsch-englisches Großwörterbuch aufgenommen.
1981 kritisierte der Schriftsteller Peter Schütt in den Frankfurter Heften die „rassistischen Ressentiments“ in der deutschen Sprache:

„Negerkuss, Negerspeck, Negerschweiß, Negerhörnchen oder Negergeld, lauter Erzeugnisse unserer Süßwarenindustrie, erwecken den Verdacht, als hielten wir alle Afrikaner für essbar, als seien wir womöglich, sprachlich gesehen, die letzten Kannibalen der Weltgeschichte.“

Haribo änderte 1993 seine bekannte Handelsbezeichnung Negertaler in Lakritztaler. Dessen Produktname Schwarzgeld (Lakritze in Form von Geldstücken) wiederum geht auf die 1999/2000 bekannt gewordene CDU-Spendenaffäre zurück. Im Kontext der Süßigkeit wird das Wort Negergeld aber bis in die Gegenwart in der Alltagssprache, in Internet-Foren und in Büchern benutzt. So heißt es in einem Wörterbuch von 2010, Kindergeld sei „anders als das so genannte Negergeld eine gute harte Währung.“

## Negative Konnotation in der Gegenwart
Seitdem die rassistisch abwertende und verletzende Dimension des Begriffs „Neger“ in den 1950er und 1960er Jahren herausgearbeitet wurde, stehen Wortkombinationen mit diesem Begriff den Konventionen eines nichtdiskriminierenden Sprachgebrauchs entgegen. Eine weitere negative Konnotation bezieht der Begriff durch den Bedeutungswandel, der sich auf den geringen Geldwert bezieht. Der Begriff wird in der Presse als „in den Sprachgebrauch eingegangen“ erklärt und in Anführungszeichen gesetzt. Unzitiert bezieht er sich besonders in der Erinnerungsliteratur auf eine Zeit, in der der Begriff positiv konnotiert war.